# المرأة بين تكريم الإسلام وإهانة الجاهلية (كتاب)
هذا الكتاب هو القسم الثاني من السلسلة القيمة «عودة الحجاب» لمؤلفه الدكتور محمد بن أحمد إسماعيل المقدم، وهو كما يظهر من عنوانه يعرض لمظاهر تكريم الإسلام للمرأة، ومظاهر إهانة الجاهلية للمرأة، باختلاف أنواع تلك الجاهلية سواء قديمة، أو جاهلية حديثة، في شمال الأرض، أو جنوبها، في شرقها أو غربها. ولكن المؤلف لم يقتصر على ذلك فقط، وإنما تطرق إلى كثير مما يخص المرأة في حياتها، وهي صغيرة، أو وهي كبيرة، وهي زوجة، أو أماً؛ مع تعرضه لما تتربى به المرأة، وتزكي به نفسها، وتطيع به ربها- تبارك وتعالى -؛ فخرج كتاباً تربوياً عظيماً للمرأة المسلمة؛ تربي وتزكي به نفسها، وتصل به إلى رضا ربها -تبارك وتعالى-. وينقسم ذلك الكتاب إلى ثلاثة أبواب: كل باب يحتوي على فصول كثيرة.

## الباب الأول
الباب الأول أشبه بالتمهيد والتقدمة لما يأتي بعده، فبدأ ببيان غربة الإسلام في هذا الزمان، وما آل إليه حال المسلمين، وظهور الفتن، والتباس الأمور على جمهور المسلمين، والحث على الصبر والتمسك بالدين والعمل له، حتى ينال المسلم الأجر المنصوص عليه في الحديث (فَطُوبَى لِلْغُرَبَاءِ) (رواه مسلم)، وفي رواية: قيل: ومن الغرباء؟ قال: (الَّذِينَ يُصْلِحُونَ عِندَ فَسَادِ النَّاس) (رواه عبد الله بن الإمام أحمد في زوائده، والطبراني وله شواهد عن عدة من الصحابة)، وفي رواية للإمام أحمد: (الَّذِينَ يُصْلِحُونَ إِذَا فَسَدَ النَّاسُ). لقد حمل أعداء الإسلام في زمن الغربة الثانية على الإسلام بخيلهم ورجلهم، وجردوا الحملات المسلحة بسهام الشهوات، وسموم الشبهات؛ لتسلخ المسلمين عن دينهم الحق الذي ارتضى الله لهم، ولقد علم أعداء الإسلام أن المرأة من أعظم قوة في المجتمع المسلم، وهي أيضًا «سلاح ذو حدين»، وأنها قابلة لأن تكون أخطر أسلحة الفتنة والتدمير، ومن هنا كان لها النصيب الأكبر من حجم المؤامرات التي بدأت بإسقاط الخلافة، وانتهت -حتى الآن- بأعلام تحمل «نجمة داود» ترفرف في عواصم إسلامية.وتحدث المؤلف في هذا الفصل عن خطورة المرأة، ودورها في بناء المجتمع المسلم، وخطورة انحرافها الذي كان السبب الأول في انهيار حضارات عتيقة وتمزقها، ونزول العقاب الإلهي بأهلها؛ كما وقع: لليونان، والرومان، والفرس، والهنود، وبابل، وغيرها من الممالك. وفي عصرنا الحاضر ذخر التاريخ الإسلامي بعبر ومَثـُلات؛ تزيد يقين المؤمن بشؤم هاتيك المعاصي والشهوات التي غرق فيها الغربيون، وتبعهم عليها كثير من الأمم؛ الأمر الذي ينذر بسوء العاقبة. وذكر المؤلف نماذج لهذا الانحراف الغربي، ثم تحدث عن المخططات التي ترمي إلى شل المرأة المسلمة عن وظيفتها البناءة، ثم الزج بها إلى مواقع الفتنة، وتدمير الأخلاق تحت ستار من المصطلحات البراقة: كـ«التحرير»، و«التجديد»، و«التقدم»... تقول المنصرة «آل ميليجان»: «لقد استطعنا أن نجمع في صفوف كلية البنات في القاهرة بنات آباؤهن باشوات وبكوات، ولا يوجد مكان آخر يمكن أن يجتمع فيه مثل هذا العدد من البنات المسلمات تحت النفوذ المسيحي، وبالتالي ليس هنالك من طريق أقرب إلى تقويض الإسلام من هذه المدرسة».
لقد كان سقوط الخلافة أول دركة انحطت بعدها الأمة إلى ما يليها من دركات سلختها من خصائصها المتميزة التي طالما احتفظ بها المسلمون رغم تقلبات القرون والمحن لما يمنحه السلطان من صلاحيات يحرس بها الدين ويذود عن حماه، ويسوس الدنيا بالدين حتى قال الغزالي: «اعلم أن الشريعة أصل والملك حارس، وما لا أصل له فمهدوم، وما لا حارس له فضائع». لذا عقد المؤلف فصلاً للقضية الأم: «القرآن والسلطان» تبعه بفصلين مكملين: «بين الترقيع والأصالة»، و«وضع المرأة ومسؤولية الولاة»؛ بيَّن في هذا الأخير دور اليهود ويدهم في انهيار صرح الأخلاق في كثير من الأمم والشعوب، ثم كانت خاتمة هذا الباب في موقف دعاة الإسلام من قضية المرأة.

## الباب الثانى
خصه المؤلف لمظاهر إهانة الجاهلية: القديمة والحديثة للمرأة؛ لندرك زيف الدعاوى التي يروجها أعداء المرأة المسلمة حول وضع المرأة في الإسلام، وبضدها تتبين الأشياء؛ فالمرأة عند الإغريق محتقرة مهينة "رجس من عمل الشيطان"!! كانت عندهم كسقط المتاع، مسلوبة الحقوق، محرومة من الميراث، وحق التصرف في المال. ومما يذكر عن فيلسوفهم "سقراط" قوله: "إن وجود المرأة هو أكبر منشأ ومصدر للأزمة والانهيار في العالم. إن المرأة تشبه شجرة مسمومة حيث يكون ظاهرها جميلاً، ولكنه عندما تأكل منها العصافير تموت حالاً". ويحدثنا التاريخ عن اليونان في إدبار دولتهم أن من الحرية أن تكون عاهرًا، وأن يكون لها عشاقـًا ونصبوا التماثيل للغواني والفاجرات، وأفرغوا على الفاحشة ألوان القداسة؛ بإدخالها المعابد حيث اتخذ البغاء صفة للتقرب إلى آلهتهم، أما عند الرومان فكان شعارهم فيما يتعلق بالمرأة: "إن قيدها لا ينزع، ونيرها لا يخلع"، و"ليس للمرأة روح"، وكانوا يعذبونها بسكب الزيت الحار على بدنها، وربطها بالأعمدة إلى غير ذلك من القوانين التي وضعوها إذلالاً واحتقارًا للمرأة، وعند الصينيين القدماء شُبهت المرأة بالمياه المؤلمة التي تغسل السعادة والمال. وللصيني الحق في أن يبيع زوجته كالجارية، وله الحق في أن يدفنها حية، وإذا ترملت المرأة أصبح لأهل الزوج الحق فيها كثروة تورث.أما في شريعة الهنود: "ليس الصبر المقدر، والريح، والموت، والجحيم، والسم، والأفاعي، والنار أسوأ من المرأة". وعند الفـُرس: تـُنفَى فترة الطمث إلى مكان بعيد خارج البلد، ولا يجوز مخالطتها إلا للخدام الذين يقدمون لها الطعام، وكانت المرأة الفارسية تحت سلطة الرجل المطلقة يحق له أن يحكم عليها بالموت، أو أن ينعم عليها بالحياة"، وفوق ذلك أباحوا الزواج بالأمهات والأخوات والعمات والخالات! أما عند اليهود: فعند بعض طوائفهم: البنت في مرتبة الخادم، وكان لأبيها الحق في بيعها قاصرة، وما كانت ترث إلا إذا لم يكن لأبيها ذرية من البنين، وعندما يصبها الحيض لا يجالسونها، ولا يؤاكلونها، ولا تلمس وعاءً حتى لا يتنجس. أما عند الأمم النصرانية: فاعتبر رجال من النصرانية المرأة مسؤولة عما في المجتمع الروماني من الفواحش والمنكرات، وأعلنوا أن المرأة: "باب الشيطان"، وأن العلاقة بالمرأة رجس في ذاتها، وأن السمو لا يتحقق إلا بالبعد عن الزواج! ويقول "ترتوليان" الملقب بالقديس: "إنها مدخل الشيطان إلى نفس الإنسان ناقضة النواميس لله، مشوهة للرجل". وقال "سوستام" الملقب بالقديس: "إنها شر لابد منه، وآفة مرغوب فيها، وخطر على الأسرة والبيت، ومحبوبة فتاكة، ومصيبة مطلية مموهة". في القرن الخامس اجتمع بعض اللاهوتيين؛ ليبحثوا في "مجمع ماكون": هل المرأة جثمان بحت أم هي جسد ذو روح يناط به الخلاص والهلاك؟ وغلب على آرائهم أنها خِلو من الروح الناجية لا يستثنى من ذلك إلا مريم -عليها السلام-. وعقد الفرنسيون سنــ586ـة م، أي زمن شباب النبي -صلى الله عليه وسلم- مؤتمرًا للبحث: هل تعد المرأة إنسانـًا أم غير إنسان؟ وهل لها روح أم ليس لها روح؟ وإذا كانت لها روح فهل هل روح حيوانية أم روح إنسانية؟ وهل إذا كانت روحًا إنسانية: فهل على مستوى روح الرجل أم أدنى منه؟ وأخيرًا: قرروا أنها إنسان، ولكنها خلقت لخدمة الرجل فحسب، فالدين النصراني المحرف الذي ينتمي إليه العالم اليوم يرى أن المرأة ينبوع المعاصي، وأصل السيئة والفجور، ويرى أن المرأة للرجل باب من أبواب جهنم، من حيث هي مصدر تحرُّكُه، وحمله على الآثام، ومنها انبجست عيون المصائب على الإنسان جمعاء، وهذا الذي ذكرناه عن وضع المرأة عند هذه الأمم طرف مما ذكره المؤلف عن هذه الأمم، ثم عقد فصلاً مستقلاً لوضعية المرأة عند العرب قبل الإسلام، وكيف كان حالها، وهضم حقوقها، وافتتحه بقول عمر -رضي الله عنه-: "والله إن كنا في الجاهلية ما نعد للنساء أمرًا حتى أنزل الله فيهن ما أنزل، وقسم لهن ما قسم".

## الباب الثالث
الباب الثالث هو معظم الكتاب حتى شغل من حيزه قرابة الخمسمائة وتسعٍ وخمسين صفحة؛ فقد أفرده المؤلف لمظاهر تكريم الإسلام للمرأة، وصيانته لها، وإكرامها طفلة، وبنتـًا، وزوجة، وأمًا، وأختـًا، وكيف أعطاها الإسلام ما لم يعطها غيره من الحقوق والإكرام، وسماه اسمًا يحمل معانٍ جليلة تفي بالغرض الموضوع له سماه: «شمس الإسلام تشرق على المرأة»، صدَّره بقول النبي -صلى الله عليه وسلم-: (إِنَّمَا النِّسَاءُ شَقَائِقُ الرِّجَالِ) (رواه أحمد وأبو داود والترمذي والدارمي، وصححه الشيخان: أحمد شاكر والألباني). وأودعه كثيرًا مما تحتاجه المرأة في حياتها وآخرتها، تحدث في بدايته عن مظاهر تكريم الإسلام للمرأة، فلم يعتبرها جرثومة خبيثة كما اعتبرها الآخرون، لكنه قرر حقيقة تزيل هذا الهوان عنها، وهي أنها قسيمة الرجل لها ما لها من الحقوق، وعليها أيضًا من الواجبات ما يلائم تكوينها وفطرتها، وعلى الرجل بما اختص به من شرف الرجولة، وقوة الجلد، وبسط اليد واتساع الحيلة أن يلي رياستها؛ فهو بذلك وليها يحوطها بقوته، ويزود عنها بدمه، وينفق عليها من كسب يده، وذلك ما أجمله الله، وضم أطرافه، وجمع حواشيه بقوله -تباركت آياته-: {وَلَهُنَّ مِثْلُ الَّذِي عَلَيْهِنَّ بِالْمَعْرُوفِ وَلِلرِّجَالِ عَلَيْهِنَّ دَرَجَةٌ} (البقرة:288). فتلك هي درجة الرعاية والإحاطة لا يتجاوزها إلى قهر النفس، وجحود الحق. وقرن الله بينهما في شؤون الحياة، كما ساوى بينهما في الإنسانية، والموالاة، وتكاليف الإيمان، وحسن المثوبة، وادخار الأجر، وارتقاء الدرجات العلى في الجنة؛ قال الله -تعالى-: {يَا أَيُّهَا النَّاسُ إِنَّا خَلَقْنَاكُمْ مِنْ ذَكَرٍ وَأُنْثَى وَجَعَلْنَاكُمْ شُعُوبًا وَقَبَائِلَ لِتَعَارَفُوا إِنَّ أَكْرَمَكُمْ عِنْدَ اللَّهِ أَتْقَاكُمْ} (الحجرات:13)، وقال -تعالى-: {يَا أَيُّهَا الَّذِينَ آمَنُوا إِذَا جَاءَكُمُ الْمُؤْمِنَاتُ مُهَاجِرَاتٍ فَامْتَحِنُوهُنَّ اللَّهُ أَعْلَمُ بِإِيمَانِهِنَّ فَإِنْ عَلِمْتُمُوهُنَّ مُؤْمِنَاتٍ فَلا تَرْجِعُوهُنَّ إِلَى الْكُفَّارِ} (الممتحنة:10)، وقال الله -تعالى-: {فَاعْلَمْ أَنَّهُ لا إِلَهَ إِلا اللَّهُ وَاسْتَغْفِرْ لِذَنْبِكَ وَلِلْمُؤْمِنِينَ وَالْمُؤْمِنَاتِ} (محمد:19)، وقال الله -تعالى-: {مَنْ عَمِلَ صَالِحًا مِنْ ذَكَرٍ أَوْ أُنْثَى وَهُوَ مُؤْمِنٌ فَلَنُحْيِيَنَّهُ حَيَاةً طَيِّبَةً وَلَنَجْزِيَنَّهُمْ أَجْرَهُمْ بِأَحْسَنِ مَا كَانُوا يَعْمَلُونَ} (النحل:97). واحترم الإسلام شخصية المرأة المعنوية، وسواها بالرجل في أهلية الوجوب والأداء، وأثبت لها حقها في التصرف، ومباشرة جميع العقود، وسوّى بينها وبين الرجل في الموالاة والتناصر: {وَالْمُؤْمِنُونَ وَالْمُؤْمِنَاتُ بَعْضُهُمْ أَوْلِيَاءُ بَعْضٍ} (التوبة:71)، وأزال الفوارق بين النساء، ومزقها كما فرقها بين الرجال. وذكر الشيخ بعضًا من مظاهر رحمة الإسلام بالمرأة، ورفقته بها ذكر فيها مجموعة من الأحاديث، والآثار المهمة، وذكر وصية النبي -صلى الله عليه وسلم- بالنساء؛ كقوله -عليه الصلاة والسلام-: {اسْتَوْصُوا بِالنِّسَاءِ خَيْرًا} (متفق عليه)، وغيره من الأحاديث، ثم جاء بالبيان العملي من حياة النبي -صلى الله عليه وسلم- وعشرته مع نسائه، وإحسانه إليهن. وكان من تكريم الإسلام للمرأة: إبطال عادات الجاهلية في: الجنائز من لطم الخدود، وشق الجيوب، وما كان يفعله أهل الجاهلية بالمرأة بعد وفاة زوجها، وبيَّن هدي الإسلام في الحداد، ثم عقد فصلاً هامًا للرد على دعوى المساواة المطلقة بين الرجل والمرأة في كل شيء؛ بيَّن فيه بعض الفروق بين الرجل والمرأة، وبيَّن جملة من الأحكام التي تخالف المرأة فيها الرجل. ثم تحدث الشيخ عن قضية هامة؛ هي: قضية العدل بين الأولاد في الهبات والعطايا، ثم تحدث في الفصل الثاني من هذا الباب عن المرأة أمًا، وحثّ الشرع على بر الوالدين، والإحسان إليهما ولو كانا كافرين، وذكر مواقف من المواقف الرائعة للأم المسلمة في تربيتها لأبنائها، ودورها في تخريج الأبطال، والعلماء، والمجاهدين. ذكر فيها موقف: أسماء مع ابنها عبد الله بن الزبير - -، والخنساء مع أولادها الأربعة في القادسية، وكيف كانت الأم وراء كثير من عظماء الإسلام: كالزبير بن العام، وعلى بن أبي طالب، ومعاوية بن أبي سفيان، وحبيب بن زيد - -، وعمر بن عبد العزيز، والثوري، والأزاعي، وربيعة بن عبد الرحمن، ومالك، والشافعي جميعًا-، وغيرهم كثير. ثم عقد فصلاً للمرأة بنتـًا، وفصلاً رابعًا للمرأة زوجة بيَّن فيه أحكام الزواج، والحقوق والآداب الزوجية، وذكر من المواقف العظيمة للزوجة المسلمة: كأم الدحداح، وزوجة رياح القيسي، وزوجة المهدي، وزوجة الأمير محمد بن سعود في نصرة دعوة الإمام محمد بن عبد الوهاب، وغيرهن كثير ذكرهن الشيخ، وفصَّل المؤلف في حقوق الزوجة على زوجها: مادية وأدبية، ومسؤولية الرجل في تعليمها وتأديبها، وحماية الأسرة، وغير ذلك من الحقوق، وكذا حقوق الزوج على زوجته بتفصيل شديد، مع تعرضه لتفاصيل بعض الأحكام المهمة: كالزواج بدون ولي، وعلاقة الابن بوالديه بعد الزواج، وذكر طرفـًا من وفاء الزوجة المسلمة لزوجها. ثم عقد الفصل الخامس عن دور المرأة في الجهاد والمرأة كمجاهدة صابرة ذكر من مواقفها العظيمة في الجهاد. أما الفصل السادس فكان للعالمات من النساء: كعائشة، وميمونة بنت سعد، وأم الدرداء -رضي الله عنهن-، وغيرهن ممن كن لهن الجهد في طلب العلم، وذكر صورًا كثيرة من سير المسلمة العالمة. أما الفصل السابع والأخير: فجعله لعبادة المرأة ذكر فيه عبادة الصحابيات، والتابعيات، وغيرهن ممن أطعن الله، واجتهدن في طلب رضاه، وطرفـًا من سيرهن في العبادة كالصلاة والصيام، وغيرهما من العبادات.